# 香草駅
香草駅（かぐさえき）は広島県山県郡加計町加計（現在は安芸太田町加計）に存在した西日本旅客鉄道（JR西日本）可部線の駅（廃駅）である。
可部線非電化区間（可部 - 三段峡間）の廃線に伴い、2003年（平成15年）12月1日に廃止された。

## 歴史

### 年表
- 1966年（昭和41年）2月1日：国鉄可部線の駅（旅客駅）として開業[1]。旅客のみを取り扱う駅員無配置駅[2]。
  - 当時の所在地表示は広島県山県郡加計町加計で、これは廃止まで変わらなかった。
- 1987年（昭和62年）4月1日：国鉄分割民営化によりJR西日本が継承[1]。
- 2003年（平成15年）12月1日：廃止。

### 駅名の由来
駅所在地付近の小字から。

## 駅構造
1面1線の単式ホームのみを持つ地上駅。無人駅で駅舎はなく、線路の東側にあるホームの上に待合所があるだけだった。ホームへは駅の北側にある加計町道から入るようになっていた。

## 駅周辺
駅の東側を国道433号（国道191号旧道）が通り、駅の西側を太田川が流れている。
- 国土交通省太田川河川事務所加計出張所
- 広電バス・加計交通 「香草」停留所 - 国道433号沿い

駅の北側を通っている加計町道を西に進むと太田川にかかる弥生橋を渡って国道191号（加計バイパス）に出ることができた。

## 現状
待合室とホームが撤去され、空き地になっているが、新しく駅名看板と説明看板が設置されている。

## 隣の駅
西日本旅客鉄道（JR西日本）
可部線
津浪駅 - 香草駅 - 加計駅